# Zorzines acutigoniata
Zorzines acutigoniata är en fjärilsart som beskrevs av Inoue 1989. Zorzines acutigoniata ingår i släktet Zorzines och familjen nattflyn. Inga underarter finns listade i Catalogue of Life.